# Пошта (Тулча)
Пошта (рум. Poșta) — село у повіті Тулча в Румунії. Входить до складу комуни Фрекецей.
Село розташоване на відстані 213 км на схід від Бухареста, 16 км на південний захід від Тулчі, 104 км на північ від Констанци, 57 км на південний схід від Галаца.

## Населення
За даними перепису населення 2002 року у селі проживали 638 осіб, з них 635 осіб (99,5%) румунів. Рідною мовою 635 осіб (99,5%) назвали румунську.